# ローザ・ボヌール
ローザ・ボヌール（Rosa Bonheur, 1822年3月16日 ボルドー - 1899年5月25日 トメリ）、本名マリー・ロザリー・ボヌール（Marie Rosalie Bonheur）は、フランスの写実主義画家、彫刻家。動物の姿をありのままに捉えた作品を多数残した。ジョルジュ・サンドやサラ・ベルナールなどと並び、フェミニズム初期を代表する人物の一人である。
当時女性が画家になるというのは非常に珍しく、そういった意味での注目は若い頃よりあったが、1855年に描き上げた『馬の市』にてその名声を確固たるものとした。フランスの最高勲章であるレジオンドヌール勲章を女性芸術家としてはじめて受け、また女性ではじめてオフィシエに昇格した人物としても知られる。フランスのみならずイギリスとアメリカ合衆国でも成功を収めた。

## 伝記

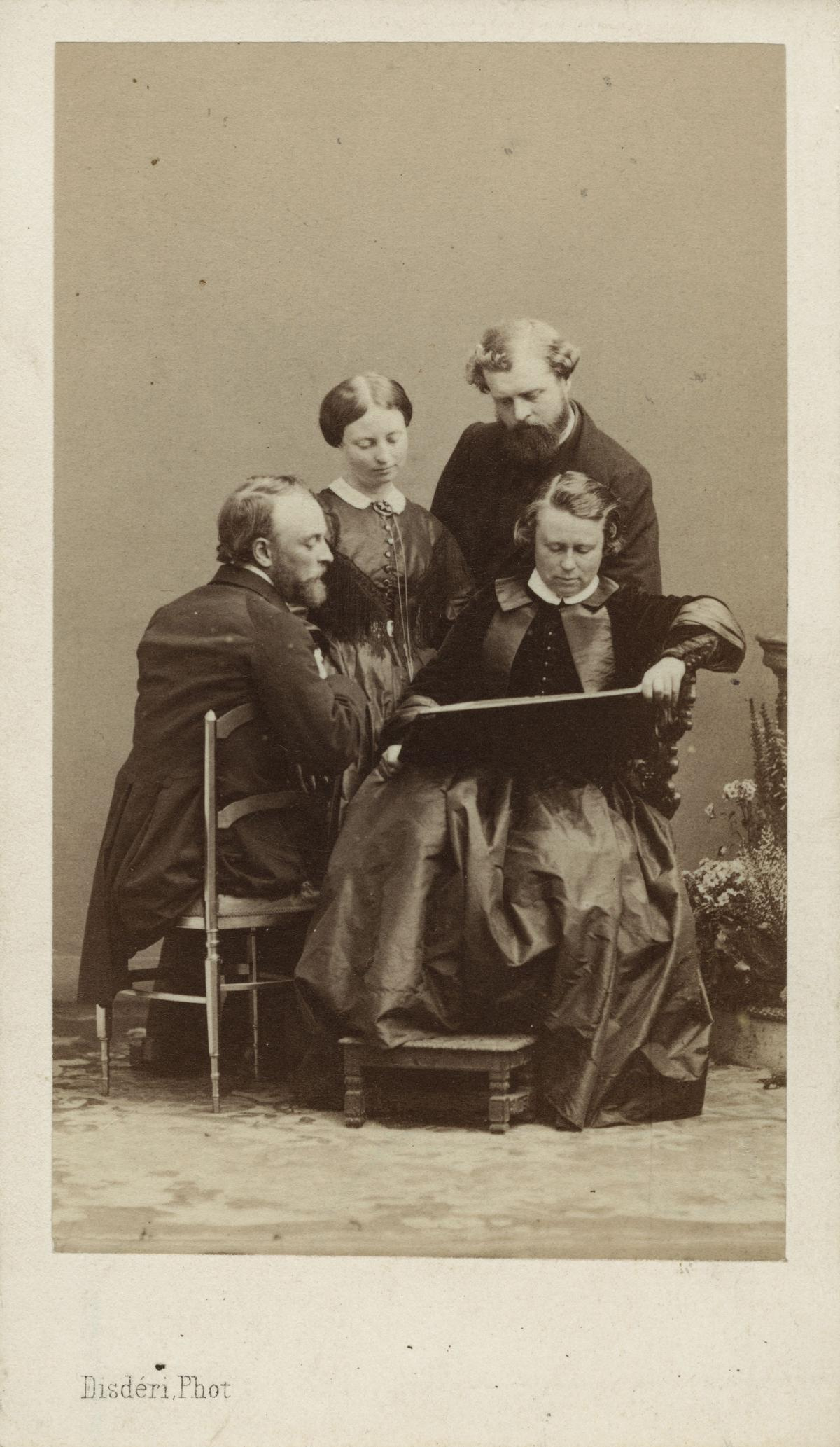
ローザ・ボヌールと芸術家の兄弟たち

1822年、画家であった父親レーモン・ボヌールの長女としてフランス・ボルドーに生まれた。ピアノの教師であった母親ソフィアとは11歳の時に死別。ソフィアの父は不明で、ボルドーの富商であったジャン＝バティスト・デュブラン・ド・ラエの養子となっていた。ローザは母の出生の謎には何らかの国の秘密が隠されていて、自分が高貴な血の生まれなのではないかと想像するのが好きだったが、現在ではデュブラン・ド・ラエがローザの実の祖父であったことが判明している。
2人の弟、オーギュスト・ボヌール(1824-1884)とイシドール・ボヌール(1827-1901)がいて2人とも美術家になった。画家になった妹のジュリエット・ボヌール(1830-1891)が生まれた後、母親は亡くなった。父親は子供たちに絵を勧め、援助もした。ローザは画家としての基礎技術は父親に師事し、動物のデッサンなどを行っていた。後には弟たちの指導も行った。
ローザは少女時代を田舎のシャトーグリモン（ジロンド県のカンサック）で過ごした。幼少時よりお転婆で、いくつもの小学校を退学処分となっている。お転婆娘という評判はローザに一生付いて回り（「私は誰よりも男の子だった」）、またローザもそれを変えようともせず、長じては髪を短くし葉巻を吸っていた。

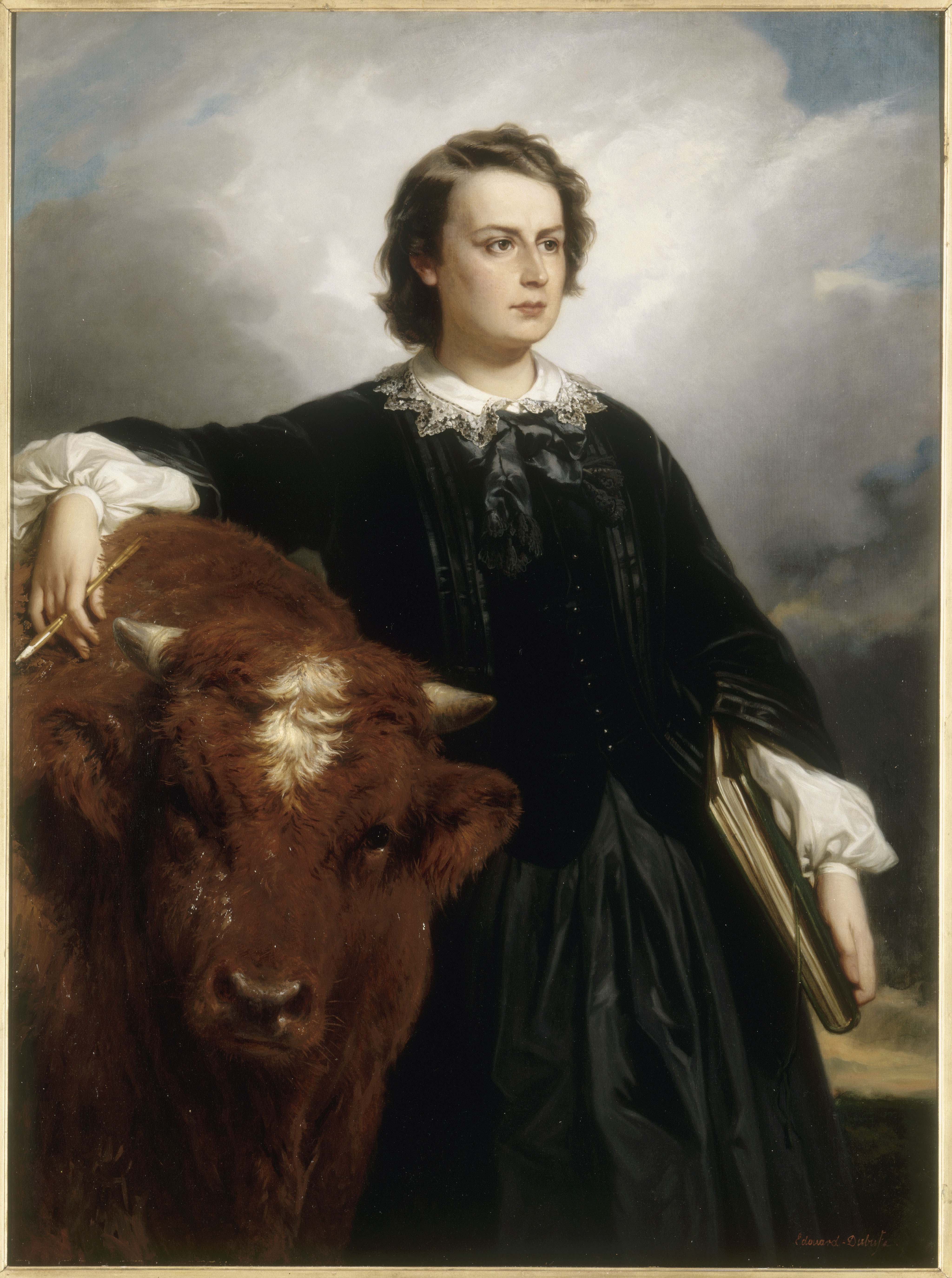
エドゥアール・デュビュフによる肖像画

同性愛者であったローザは2つの熱愛を生きた。1度目は1837年に出会ったナタリー・ミカとのもので、この時ローザは14歳、ナタリーは12歳であった。ナタリーもまた画家となり、2人はナタリーが1889年に亡くなるまで離れることはなかった。2度目はナタリーの没後、アメリカ人のこれも画家のアンナ・クルンプケとのもので、ローザが亡くなるまでの10年間を共に暮らし、アンナはローザの包括受遺者となった。
奇妙なことに、因習に強く縛られていた時代にあって、ローザの送った風変りな人生はスキャンダルとはならなかった。とはいえ、家畜の見本市に通うためにローザは男性の服装、より正確にはズボンの着用、の許可を警察当局に要求しなければならなかったという逸話がある（パリ県による、6ヶ月更新の異性装の許可）。
父の生徒として、ローザは1841年に初めてサロンで展示を行った。1845年のサロンでは3位のメダルを、1848年には金メダルを獲得した。その翌年には、政府の発注による『耕作、ニヴェルネ地方にて』（オルセー美術館）をサロンで展示した。1853年のサロンに出展した『馬の市』（メトロポリタン美術館蔵）でローザは国際的な名声を獲得し、各国を巡りイギリス女王ヴィクトリアなどの多くの人物に紹介された。皇后ウジェニー・ド・モンティジョやコディー大佐（バッファロー・ビル）とも会見し、コディーはスー族の本物の武具一式をローザに与えた。

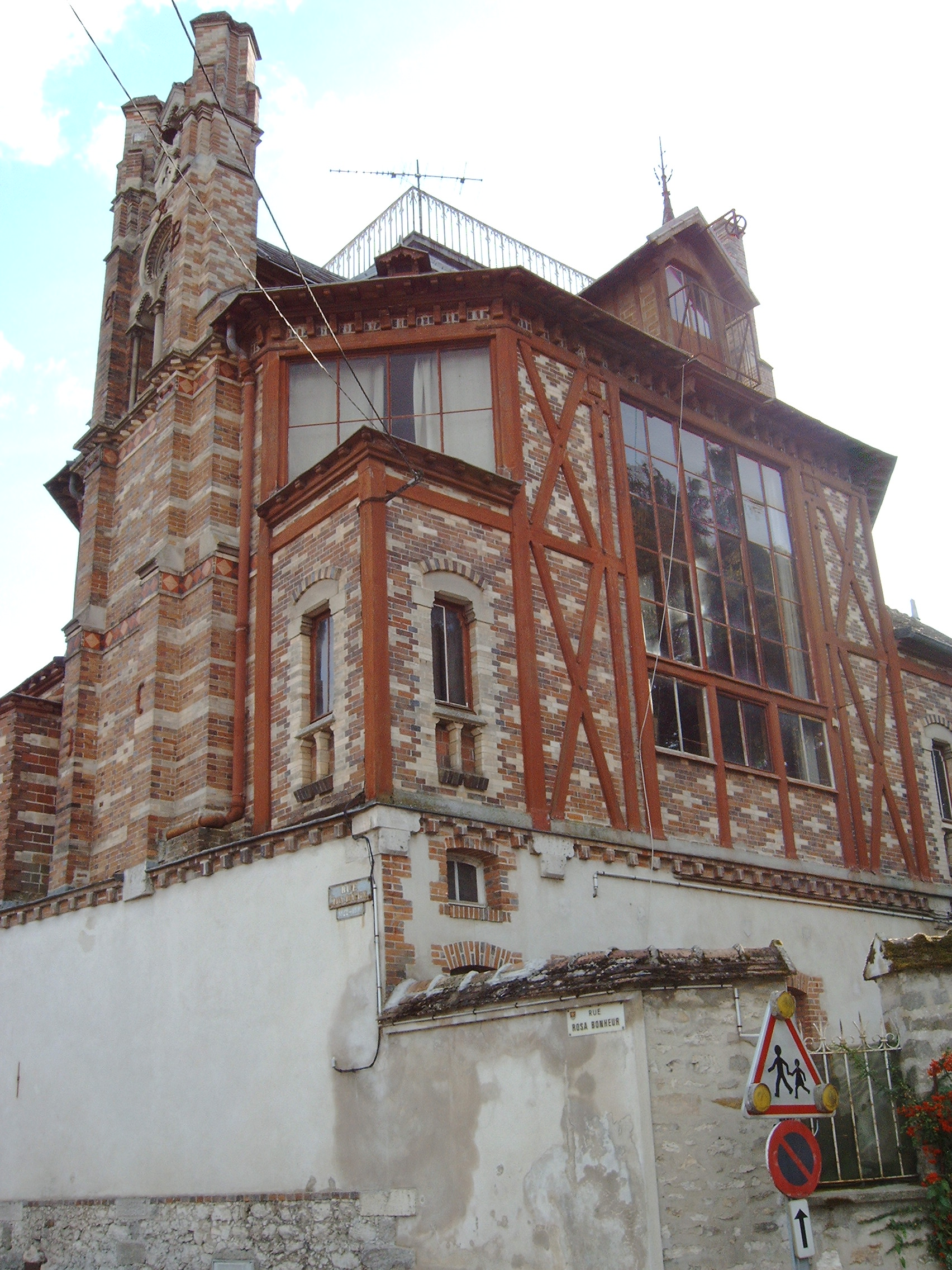
トメリのビーにあるローザ・ボヌールのアトリエ。

1859年に、ローザはセーヌ＝エ＝マルヌ県トメリ・コミューン、ビー（パリの郊外、フォンテーヌブローの近く）の葡萄畑にある城を購入してアトリエを構え、ここでライオンをはじめとする多くの動物を飼育し、その姿をキャンバスに収めた。
1865年には、女性芸術家として初めてレジオンドヌール勲章のシュヴァリエを叙勲され、ローザは勲章を皇后手ずから授かった。1894年の春にはオフィシエに昇進している。1899年5月25日にビーで亡くなり、ペール・ラシェーズ墓地（74区画）に埋葬された。アトリエに残された絵画、水彩画、ブロンズ像、版画および個人のコレクションは1900年5月30日から6月8日にかけてパリの画廊「ジョルジュ・プチ」で売却された。
現在では、ローザのアトリエはトメリ＝ビーのローザ・ボヌール美術館として公開されている。

## 受賞歴

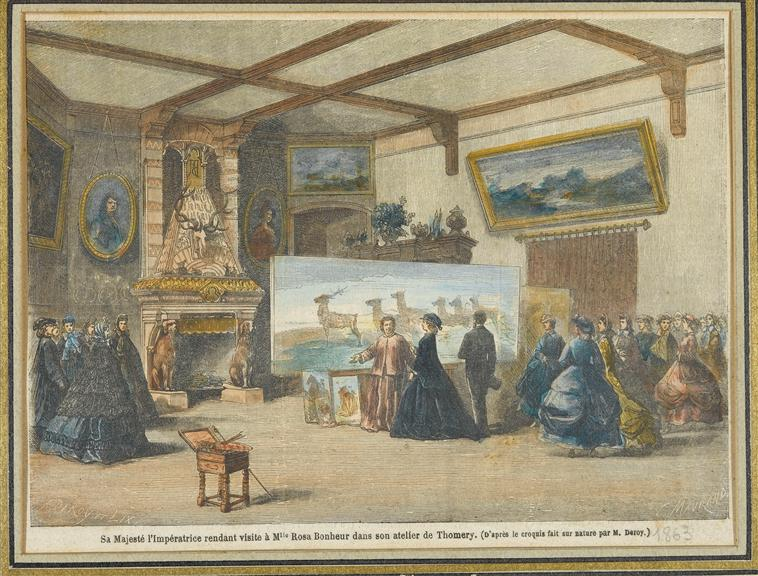
ローザのアトリエを訪れた皇后ウジェニー・ド・モンティジョ

ローザが『オーヴェルニュの干し草刈り』を出展した1855年のサロンで、褒賞の審査委員会は「既に芸術家に授与できる全てのメダルを獲得済のローザ・ボヌール嬢とエルベラン夫人は、その傑出した才能のため、特別決定により今後は諸特権を享受する。
二人の作品は審査委員会の審査を経ずに展示される」と決定した。
- 1845年、サロン3等メダル（風景と動物）[4]
- 1848年、サロン1等メダル
- 1865年、レジオンドヌール勲章のシュヴァリエ。6月8日の大臣会議による、皇后＝摂政の署名した政令[5]
- 1894年、レジオンドヌール勲章のオフィシエに昇進[6]

皇后はローザのアトリエを2度訪問している。1964年6月15日に1度訪れ、1865年にはレジオンドヌールを渡しに再度訪れた。ウジェニー・ド・モンティジョ皇后の訪問の様子はオーギュスト・ヴィクトル・ドゥロワ(1825-1906)のデッサンによる木版画として残っており、フォンテーヌブロー宮殿に保存されている。

## オマージュ
- パリ15区にあるローザ・ボヌール通り（フランス語版）、シャトレ＝アン＝ブリー（フランス語版）のローザ・ボヌール中学校、マニー＝レ＝アモー（フランス語版）のローザ・ボヌール小学校はローザを記念したものである。トメリ（フランス語版）、ムラン、フォンテーヌブロー、ニース、ボルドー、ベルフォールにもローザ・ボヌールの名前を冠した通りがある。
- ガストン・ヴーヴノー・ルルー（フランス語版）によるローザ・ボヌールの彫像が、ローザの生地のボルドー公園（フランス語版）に設置されている。

## ギャラリー

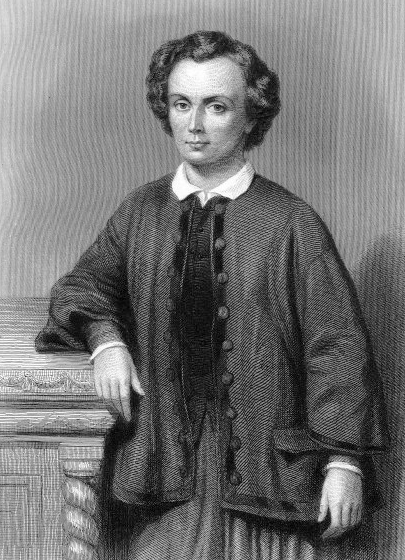
1859年のローザ・ボヌール。 シャルル＝ミシェル・ジョフロワ（フランス語版）による肖像画
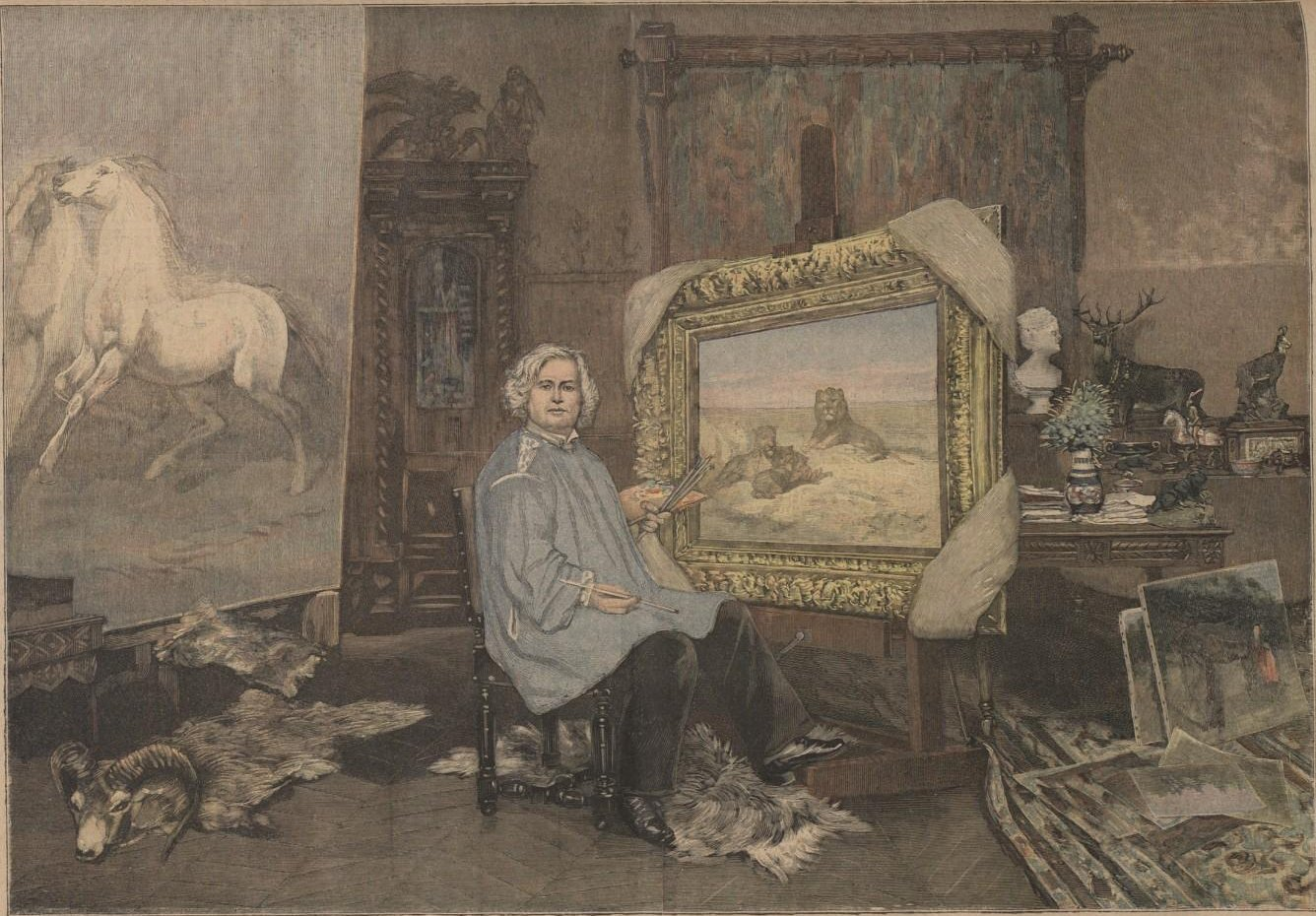
コンスエロ・フール『アトリエのローザ・ボヌール』(1893)
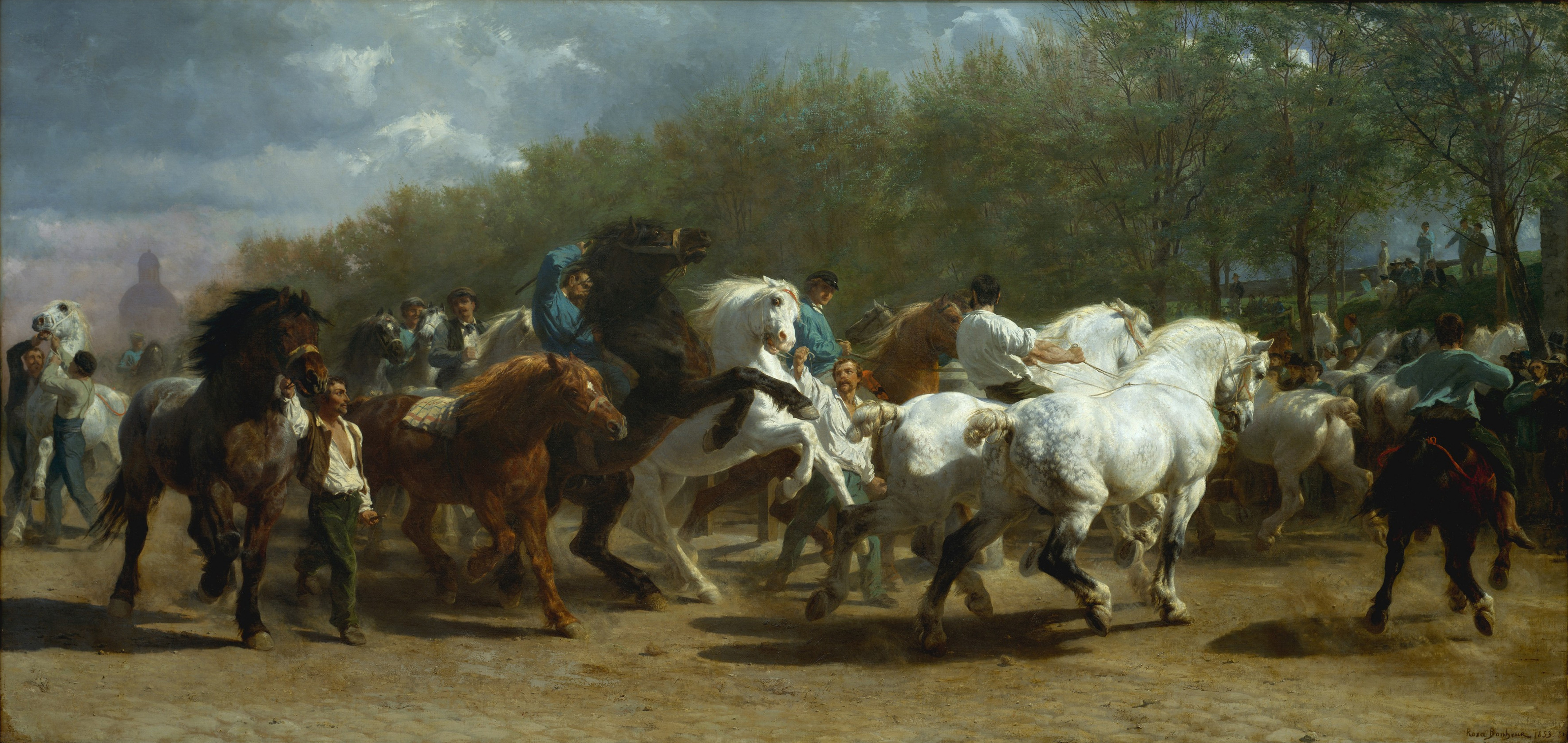
『馬の市』(1853) メトロポリタン美術館蔵
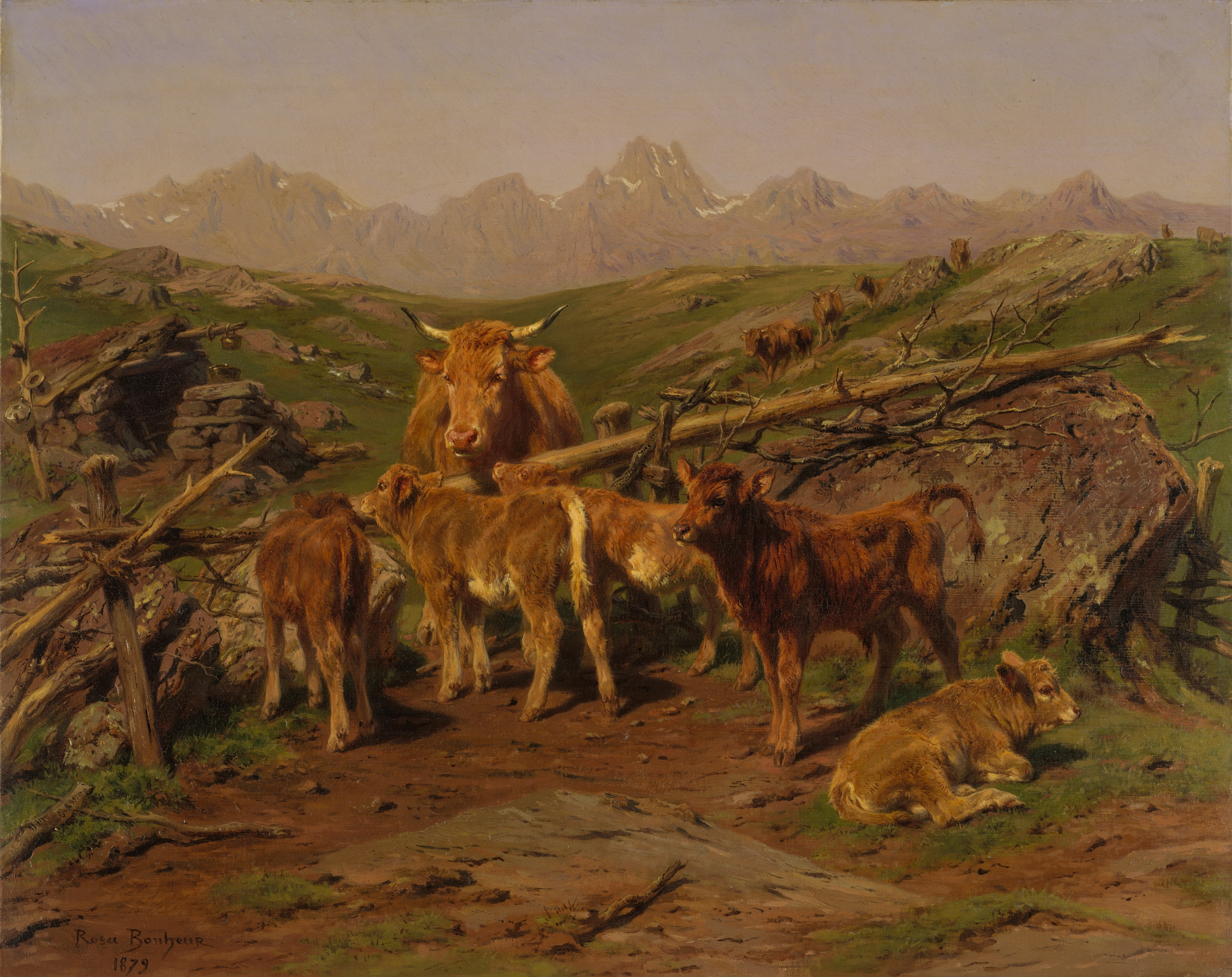
『仔牛たち』(1879)
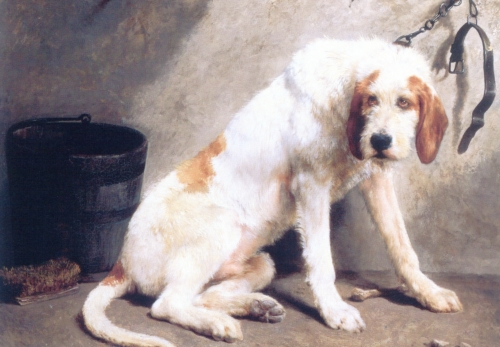
『ヴァンデのグリフォン犬』(1880年代)
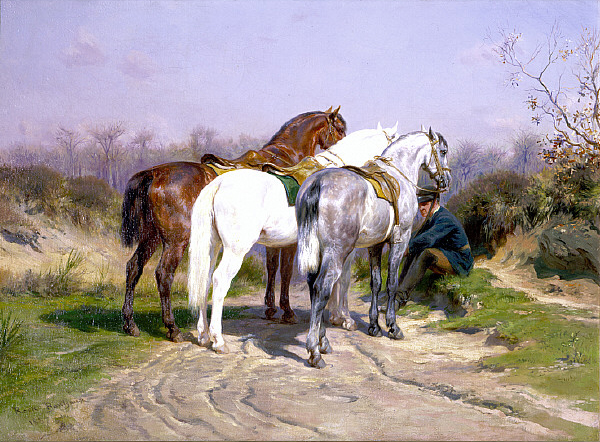
『狩りの中継』(1887)
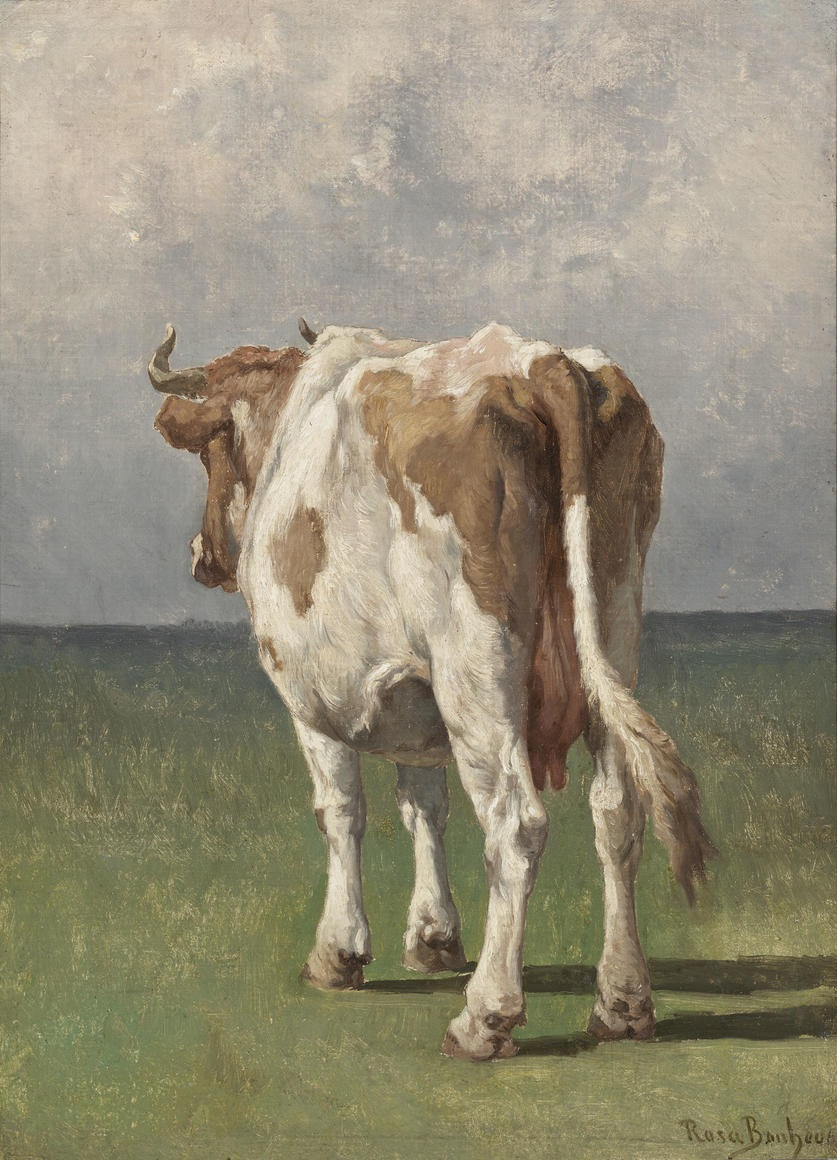
『雌牛の習作』(1840年頃)